# 15570 von Wolff
15570 von Wolff è un asteroide della fascia principale. Scoperto nel 2000, presenta un'orbita caratterizzata da un semiasse maggiore pari a 2,453509 UA e da un'eccentricità di 0,128243, inclinata di 1,470771° rispetto all'eclittica.